# Японія на зимових Олімпійських іграх 2014
Японія на зимових Олімпійських іграх 2014 року у Сочі була представлена 136 спортсменами у 15 видах спорту. Прапороносцем на церемоніях відкриття і закриття Олімпіади стала керлінгістка Оґасавара Аюмі.
Японські спортсмени вибороли 8 медалей: 1 золоту, 4 срібних та 3 бронзові. Найбільше, 3 медалі, здобули у сноубордингу. У медальному заліку Японія зайняла 17 місце.

## Медалісти
| Медаль | Спортсмени                                          | Вид спорту          | Дисципліна                  | Дата      |
| ------ | --------------------------------------------------- | ------------------- | --------------------------- | --------- |
| Золото | Юдзуру Ханю                                         | Фігурне катання     | одиночне катання (чоловіки) | 14 лютого |
| Срібло | Хірано Аюму                                         | Сноубординг         | хафпайп (чоловіки)          | 11 лютого |
| Срібло | Ватабе Акіто                                        | Лижне двоборство    | нормальний трамплін, 10 км  | 12 лютого |
| Срібло | Касай Норіакі                                       | Стрибки з трампліна | великий трамплін            | 15 лютого |
| Срібло | Такеуті Томока                                      | Сноубординг         | гігантський слалом (жінки)  | 19 лютого |
| Бронза | Хіраока Таку                                        | Сноубординг         | хафпайп (чоловіки)          | 11 лютого |
| Бронза | Іто Дайкі Касай Норіакі Сімідзу Рерухі Такеуті Таку | Стрибки з трампліна | командні, великий трамплін  | 17 лютого |
| Бронза | Онодзука Аяна                                       | Фристайл            | хафпайп (жінки)             | 20 лютого |

| За видами спорту    | За видами спорту | За видами спорту | За видами спорту | За видами спорту |
| ------------------- | ---------------- | ---------------- | ---------------- | ---------------- |
| Вид                 | 1                | 2                | 3                | Total            |
| Фігурне катання     | 1                | 0                | 0                | 1                |
| Сноубординг         | 0                | 2                | 1                | 3                |
| Стрибки з трампліна | 0                | 1                | 1                | 2                |
| Лижне двоборство    | 0                | 1                | 0                | 1                |
| Фристайл            | 0                | 0                | 1                | 1                |
| Усього              | 1                | 4                | 3                | 8                |

## Спортсмени
| Вид спорту          | Чоловіки | Жінки | Всього |
| ------------------- | -------- | ----- | ------ |
| Біатлон             | 1        | 4     | 5      |
| Бобслей             | 4        | 0     | 4      |
| Гірськолижний спорт | 2        | 0     | 2      |
| Керлінг             | 0        | 5     | 5      |
| Ковзанярський спорт | 7        | 10    | 17     |
| Лижне двоборство    | 5        | 0     | 5      |
| Лижні перегони      | 4        | 3     | 7      |
| Санний спорт        | 1        | 0     | 1      |
| Скелетон            | 2        | 1     | 3      |
| Сноубординг         | 5        | 3     | 8      |
| Стрибки з трампліна | 5        | 3     | 8      |
| Фігурне катання     | 5        | 5     | 10     |
| Фристайл            | 3        | 7     | 10     |
| Хокей               | 0        | 21    | 21     |
| Шорт-трек           | 3        | 5     | 8      |
| Всього              | 46       | 90    | 136    |

## Біатлон
| Спортсмени                                          | Дисципліна                        | Час           | Хиби        | Місце         |
| --------------------------------------------------- | --------------------------------- | ------------- | ----------- | ------------- |
| Гіденорі Іса                                        | спринт (чоловіки)                 | 27:15.2       | 3 (1+2)     | 71            |
| Гіденорі Іса                                        | індивідуальні перегони (чоловіки) | 58:56.1       | 6 (2+1+1+2) | 84            |
| Мікі Кобаясі                                        | спринт (жінки)                    | 25:52.3       | 5 (1+4)     | 81            |
| Мікі Кобаясі                                        | індивідуальні перегони (жінки)    | 54:01.0       | 4 (1+2+1+0) | 68            |
| Юкі Накадзіма                                       | спринт (жінки)                    | 24:12.9       | 2 (1+1)     | 68            |
| Юкі Накадзіма                                       | індивідуальні перегони (жінки)    | 56:00.2       | 6 (3+2+1+0) | 75            |
| Фуюко Сузукі                                        | спринт (жінки)                    | 22:47.4       | 1 (0+1)     | 39            |
| Фуюко Сузукі                                        | перегони переслідування (жінки)   | 32:49.0       | 1 (0+0+0+1) | 32            |
| Фуюко Сузукі                                        | індивідуальні перегони (жінки)    | 50:27.4       | 3 (0+1+0+2) | 52            |
| Ріна Сузукі                                         | спринт (жінки)                    | 25:40.6       | 2 (0+2)     | 80            |
| Ріна Сузукі                                         | індивідуальні перегони (жінки)    | не фінішувала | 2 (0+2)     | не фінішувала |
| Фуюко Сузукі Юкі Накадзіма Мікі Кобаясі Ріна Сузукі | естафета (жінки)                  | LAP           | 11 (0+11)   | 13            |

## Бобслей
| Спортсмен                                                   | Дисципліна          | 1-й заїзд | 1-й заїзд | 2-й заїзд | 2-й заїзд | 3-й заїзд | 3-й заїзд | 4-й заїзд  | 4-й заїзд  | Сума    | Сума  |
| Спортсмен                                                   | Дисципліна          | Час       | Місце     | Час       | Місце     | Час       | Місце     | Час        | Місце      | Час     | Місце |
| ----------------------------------------------------------- | ------------------- | --------- | --------- | --------- | --------- | --------- | --------- | ---------- | ---------- | ------- | ----- |
| Хісасі Міядзакі Хіросі Судзукі*                             | двійки (чоловіки)   | 57.91     | 27        | 58.21     | 28        | 58.02     | 28        | не пройшли | не пройшли | 2:54.14 | 28    |
| Тосікі Куроїва Хісасі Міядзакі Шінтаро Сато Хіросі Судзукі* | четвірки (чоловіки) | 56.41     | 26        | 56.42     | 26        | 56.63     | 28        | не пройшли | не пройшли | 2:49.46 | 26    |

## Гірськолижний спорт
| Спортсмен    | Дисципліна        | 1-й спуск | 1-й спуск | 2-й спуск    | 2-й спуск    | Сума         | Сума         |
| Спортсмен    | Дисципліна        | Час       | Місце     | Час          | Місце        | Час          | Місце        |
| ------------ | ----------------- | --------- | --------- | ------------ | ------------ | ------------ | ------------ |
| Акіра Сасакі | слалом (чоловіки) | 49.54     | 28        | не фінішував | не фінішував | не фінішував | не фінішував |
| Наокі Юаса   | слалом (чоловіки) | 48.74     | 20        | не фінішував | не фінішував | не фінішував | не фінішував |

## Керлінг
Підсумок
| Збірна                                                                | Дисципліна     | Груповий етап    | Груповий етап    | Груповий етап    | Груповий етап    | Груповий етап    | Груповий етап    | Груповий етап    | Груповий етап    | Груповий етап    | Груповий етап | Півфінал         | Фінал            | Фінал      |            |
| Збірна                                                                | Дисципліна     | Суперник Рахунок | Суперник Рахунок | Суперник Рахунок | Суперник Рахунок | Суперник Рахунок | Суперник Рахунок | Суперник Рахунок | Суперник Рахунок | Суперник Рахунок | Місце         | Суперник Рахунок | Суперник Рахунок | Місце      | Rank       |
| --------------------------------------------------------------------- | -------------- | ---------------- | ---------------- | ---------------- | ---------------- | ---------------- | ---------------- | ---------------- | ---------------- | ---------------- | ------------- | ---------------- | ---------------- | ---------- | ---------- |
| Аюмі Огасавара Юмі Фунаяма Кахо Онодера Мітіко Томабеті Тінамі Йосіда | Жіночий турнір | KOR L 7–12       | DEN W 8–3        | RUS W 8–4        | USA L 6-8        | GBR L 3–12       | CAN L 6–8        | SUI W 9–7        | CHN W 8–5        | SWE L 4–8        | 5             | Не пройшли       | Не пройшли       | Не пройшли | Не пройшли |

## Ковзанярський спорт
Чоловіки
| Дистанція | Спортсмен         | Заїзд 1 | Заїзд 1 | Заїзд 2 | Заїзд 2 | Фінал   | Фінал |
| Дистанція | Спортсмен         | Час     | Місце   | Час     | Місце   | Час     | Місце |
| --------- | ----------------- | ------- | ------- | ------- | ------- | ------- | ----- |
| 500 м     | Като Дзьодзі      | 34.966  | 5       | 34.77   | 4       | 69.74   | 5     |
| 500 м     | Наґасіма Кейїтіро | 34.79   | 3       | 35.25   | 16      | 70.65   | 6     |
| 500 м     | Юя Оікава         | 35.24   | 17      | 35.22   | 14      | 70.46   | 15    |
| 500 м     | Юдзі Камідзьо     | 35.37   | 21      | 35.47   | 24      | 70.851  | 20    |
| 1000 м    | Кондо Таро        | —       | —       | —       | —       | 1:11.44 | 35    |
| 1000 м    | Яманака Даїні     | —       | —       | —       | —       | 1:11.93 | 36    |
| 5000 м    | Шейн Вільямсон    | —       | —       | —       | —       | 6:42.88 | 26    |

Жінки
| Дистанція | Спортсмен      | Заїзд 1 | Заїзд 1 | Заїзд 2 | Заїзд 2 | Фінал   | Фінал |
| Дистанція | Спортсмен      | Час     | Місце   | Час     | Місце   | Час     | Місце |
| --------- | -------------- | ------- | ------- | ------- | ------- | ------- | ----- |
| 500 м     | Кодайра Нао    | 37.88   | 7       | 37.72   | 4       | 75.61   | 5     |
| 500 м     | Цудзі Макі     | 38.40   | 10      | 38.44   | 11      | 76.84   | 9     |
| 500 м     | Сумійосі Міяко | 38.644  | 13      | 38.62   | 14      | 77.26   | 14    |
| 1000 м    | Кодайра Нао    | —       | —       | —       | —       | 1:16.45 | 13    |
| 1000 м    | Сумійосі Міяко | —       | —       | —       | —       | 1:17.68 | 22    |
| 1000 м    | Цудзі Макі     | —       | —       | —       | —       | 1:18.07 | 27    |
| 3000 м    | Ісідзава Сіхо  | —       | —       | —       | —       | 4:09.39 | 9     |
| 3000 м    | Фудзімура Секо | —       | —       | —       | —       | 4:12.71 | 15    |
| 3000 м    | Ходзумі Масако | —       | —       | —       | —       | 4:15.52 | 21    |

## Лижне двоборство
| Спортсмен                                             | Дисципліна                        | Стрибки з трампліна | Стрибки з трампліна | Стрибки з трампліна | Лижні перегони | Лижні перегони | Загалом | Загалом |
| Спортсмен                                             | Дисципліна                        | Відстань            | Бали                | Місце               | Час            | Місце          | Час     | Місце   |
| ----------------------------------------------------- | --------------------------------- | ------------------- | ------------------- | ------------------- | -------------- | -------------- | ------- | ------- |
| Тайхей Като                                           | Нормальний трамплін/10 км         | 100.0               | 124.1               | 4                   | 25:45.0        | 39             | 26:15.0 | 31      |
| Тайхей Като                                           | Великий трамплін/10 км            | 126.5               | 87.6                | 45                  | DNS            | DNS            | DNF     | DNF     |
| Хідеакі Наґаї                                         | Нормальний трамплін/10 км         | 97.0                | 119.6               | 14                  | 24:42.1        | 30             | 25:30.1 | 22      |
| Хідеакі Наґаї                                         | Великий трамплін/10 км            | 119.0               | 99.3                | =27                 | 23:11.7        | 23             | 25:10.7 | 26      |
| Акіто Ватабе                                          | Нормальний трамплін/10 км         | 100.5               | 130.0               | 2                   | 23:48.4        | 10             | 23:54.4 | 2       |
| Акіто Ватабе                                          | Великий трамплін/10 км            | 134.0               | 120.8               | 4                   | 23:06.0        | 19             | 23:39.0 | 6       |
| Йосіто Ватабе                                         | Нормальний трамплін/10 км         | 100.0               | 124.4               | 10                  | 24:22.3        | 25             | 24:58.3 | 15      |
| Йосіто Ватабе                                         | Великий трамплін/10 км            | 119.5               | 95.4                | 36                  | 24:00.4        | 33             | 26:14.4 | 35      |
| Юсуке Мінато Хідеакі Наґаї Акіто Ватабе Йосіто Ватабе | командний великий трамплін/4×5 км | 488.0               | 433.3               | 6                   | 47:25.6        | 4              | 48:30.6 | 5       |

## Лижні перегони
| Спортсмен                                                | Дисципліна                     | Класичний стиль | Класичний стиль | Вільний стиль | Вільний стиль | Фінал     | Фінал       | Фінал |
| Спортсмен                                                | Дисципліна                     | Час             | Місце           | Час           | Місце         | Час       | Відставання | Місце |
| -------------------------------------------------------- | ------------------------------ | --------------- | --------------- | ------------- | ------------- | --------- | ----------- | ----- |
| Масако Ісіда                                             | 10 км класичним стилем (жінки) | Н/Д             | Н/Д             | Н/Д           | Н/Д           | 29:55.7   | +1:37.9     | 15    |
| Масако Ісіда                                             | 15 км скіатлон (жінки)         | 19:24.4         | 8               | 20:09.6       | 27            | 40:08.3   | +1:34.7     | 10    |
| Масако Ісіда                                             | 30 км вільним стилем (жінки)   | Н/Д             | Н/Д             | Н/Д           | Н/Д           | 1:14:09.0 | +3:03.8     | 23    |
| Акіра Лентінг Хіроюкі Міядзава Нобу Нарусе Кейсін Йосіда | стафета 4×10 км (чоловіки)     | Н/Д             | Н/Д             | Н/Д           | Н/Д           | LAP       | LAP         | LAP   |

Спринт
| Спортсмен                  | Дисципліна                  | Кваліфікація | Кваліфікація | Чвертьфінал | Чвертьфінал | Півфінал   | Півфінал   | Фінал      | Фінал      |
| Спортсмен                  | Дисципліна                  | Час          | Місце        | Час         | Місце       | Час        | Місце      | Час        | Місце      |
| -------------------------- | --------------------------- | ------------ | ------------ | ----------- | ----------- | ---------- | ---------- | ---------- | ---------- |
| Юїті Онда                  | спринт (чоловіки)           | 3:40.98      | 45           | не пройшов  | не пройшов  | не пройшов | не пройшов | не пройшов | не пройшов |
| Хіроюкі Міядзава Юїті Онда | командний спринт (чоловіки) | Н/Д          | Н/Д          | Н/Д         | Н/Д         | 23:49.91   | 7          | не пройшли | не пройшли |

## Санний спорт
| Спортсмен        | Дисципліна                | 1-й заїзд | 1-й заїзд | 2-й заїзд | 2-й заїзд | 3-й заїзд | 3-й заїзд | 4-й заїзд | 4-й заїзд | Сума     | Сума  |
| Спортсмен        | Дисципліна                | Час       | Місце     | Час       | Місце     | Час       | Місце     | Час       | Місце     | Час      | Місце |
| ---------------- | ------------------------- | --------- | --------- | --------- | --------- | --------- | --------- | --------- | --------- | -------- | ----- |
| Гіденарі Канаяма | одномісні сани (чоловіки) | 53.626    | 32        | 53.663    | 33        | 53.220    | 31        | 53.074    | 31        | 3:33.583 | 30    |

## Скелетон
| Спортсмен        | Дисципліна | 1-й заїзд | 1-й заїзд | 2-й заїзд | 2-й заїзд | 3-й заїзд | 3-й заїзд | 4-й заїзд  | 4-й заїзд  | Сума    | Сума  |
| Спортсмен        | Дисципліна | Час       | Місце     | Час       | Місце     | Час       | Місце     | Час        | Місце      | Час     | Місце |
| ---------------- | ---------- | --------- | --------- | --------- | --------- | --------- | --------- | ---------- | ---------- | ------- | ----- |
| Юкі Сасагара     | чоловіки   | 58.22     | 24        | 58.07     | 21        | 57.91     | 21        | не пройшов | не пройшов | 2:54.20 | 22    |
| Такахасі Хіроацу | чоловіки   | 57.53     | 14        | 57.10     | 13        | 57.13     | 11        | 56.98      | 12         | 3:48.74 | 12    |
| Нодзомі Комуро   | жінки      | 59.94     | 18        | 59.82     | 19        | 59.24     | 19        | 58.76      | 18         | 3:57.76 | 19    |

## Сноубординг
Паралельний слалом
| Спортсменка    | Дисципліна                 | Кваліфікація | Кваліфікація | 1/8 фіналу                      | Чвертьфінал                  | Півфінал              | Фінал                         | Фінал      |
| Спортсменка    | Дисципліна                 | Час          | Місце        | Суперник Час                    | Суперник Час                 | Суперник Час          | Суперник Час                  | Місце      |
| -------------- | -------------------------- | ------------ | ------------ | ------------------------------- | ---------------------------- | --------------------- | ----------------------------- | ---------- |
| Томока Такеуті | гігантський слалом (жінки) | 1:46.33      | 1 Q          | Корінна Боккачіні (ITA) W −1.93 | Каролін Кальве (CAN) W −4.00 | Іна Мешік (AUT) W DSQ | Патриція Куммер (SUI) L +7.32 | 2          |
| Томока Такеуті | слалом (жінки)             | 1:05.41      | 13 Q         | Жюлі Цогг (SUI) L DSQ           | не пройшла                   | не пройшла            | не пройшла                    | не пройшла |

Слоуп-стайл
| Змагання       | Спортсмени            | Кваліфікація | Кваліфікація | Кваліфікація | Кваліфікація        | Кваліфікація | Півфінал   | Півфінал   | Півфінал            | Півфінал   | Фінал      | Фінал      | Фінал               | Фінал |
| Змагання       | Спортсмени            | Заїзд        | Спуск 1      | Спуск 2      | Найкращий результат | Місце        | Спуск 1    | Спуск 2    | Найкращий результат | Місце      | Спуск 1    | Спуск 2    | Найкращий результат | Місце |
| -------------- | --------------------- | ------------ | ------------ | ------------ | ------------------- | ------------ | ---------- | ---------- | ------------------- | ---------- | ---------- | ---------- | ------------------- | ----- |
| Рьо Аоно       | хафпайп (чоловіки)    | 37.50        | 13.00        | 37.50        | 19                  | не пройшов   | не пройшов | не пройшов | не пройшов          | не пройшов | не пройшов | не пройшов | не пройшов          |       |
| Аюму Хірано    | хафпайп (чоловіки)    | 92.25        | 64.75        | 92.25        | 1 QF                | Bye          | Bye        | Bye        | Bye                 | 90.75      | 93.50      | 93.50      | 2                   |       |
| Таку Хіраока   | хафпайп (чоловіки)    | 92.25        | 63.50        | 92.25        | 2 QF                | Bye          | Bye        | Bye        | Bye                 | 45.50      | 92.25      | 92.25      | 3                   |       |
| Аюму Недефудзі | хафпайп (чоловіки)    | 54.50        | 28.75        | 54.50        | 17                  | не пройшов   | не пройшов | не пройшов | не пройшов          | не пройшов | не пройшов | не пройшов | не пройшов          |       |
| Рана Окада     | хафпайп (жінки)       | 66.00        | 69.75        | 69.75        | 7 QS                | 58.50        | 70.00      | 70.00      | 6 QF                | 47.75      | 85.50      | 85.50      | 5                   |       |
| Юкі Кадоно     | слоупстайл (чоловіки) | 31.00        | 16.50        | 31.00        | 13 QS               | 84.75        | 80.50      | 84.75      | 4 QF                | 53.00      | 75.75      | 75.75      | 8                   |       |

Сноуборд-кросс
| Спорстмен     | Дисципліна           | Посів   | Посів | Чвертьфінал | Півфінал   | Фінал      | Фінал |
| Спорстмен     | Дисципліна           | Час     | Місце | Позиція     | Позиція    | Позиція    | Місце |
| ------------- | -------------------- | ------- | ----- | ----------- | ---------- | ---------- | ----- |
| Юка Фудзіморі | сноубордкрос (жінки) | 1:23.22 | 6     | 6           | не пройшла | не пройшла | 22    |

## Стрибки з трампліна
| Спортсмен                                           | Дисципліна                                     | Кваліфікація | Кваліфікація | Кваліфікація | Перший раунд | Перший раунд | Перший раунд | Фінал    | Фінал | Фінал | Загалом | Загалом |
| Спортсмен                                           | Дисципліна                                     | Відстань     | Бали         | Місце        | Відстань     | Бали         | Місце        | Відстань | Бали  | Місце | Бали    | Місце   |
| --------------------------------------------------- | ---------------------------------------------- | ------------ | ------------ | ------------ | ------------ | ------------ | ------------ | -------- | ----- | ----- | ------- | ------- |
| Дайкі Іто                                           | великий трамплін (чоловіки)                    | 130.5        | 122.0        | 2 Q          | 137.5        | 128.1        | 8 Q          | 124.0    | 124.4 | 14    | 252.5   | 9       |
| Норіакі Касай                                       | нормальний трамплін (чоловіки)                 | BYE          | BYE          | BYE          | 101.5        | 131.2        | 8 Q          | 100.0    | 124.6 | 11    | 255.8   | 7       |
| Норіакі Касай                                       | великий трамплін (чоловіки)                    | BYE          | BYE          | BYE          | 139.0        | 140.6        | 2 Q          | 133.5    | 136.8 | 3     | 277.4   | 2       |
| Рерухі Сімідзу                                      | нормальний трамплін (чоловіки)                 | 101.5        | 126.2        | 3 Q          | 99.5         | 122.2        | 25 Q         | 99.5     | 124.2 | 14    | 246.4   | 18      |
| Рерухі Сімідзу                                      | великий трамплін (чоловіки)                    | 130.5        | 120.4        | 3 Q          | 130.0        | 122.2        | 15 Q         | 134.5    | 130.0 | 8     | 252.2   | 10      |
| Таку Такеуті                                        | нормальний трамплін (чоловіки)                 | 97.5         | 119.1        | 7 Q          | 98.0         | 123.1        | 21 Q         | 95.5     | 116.3 | 24    | 239.4   | 24      |
| Таку Такеуті                                        | великий трамплін (чоловіки)                    | 127.0        | 116.0        | 6 Q          | 132.5        | 126.7        | 10 Q         | 122.5    | 122.6 | 18    | 249.3   | 13      |
| Юта Ватасе                                          | нормальний трамплін (чоловіки)                 | 95.0         | 113.5        | 20 Q         | 99.5         | 123.0        | 22 Q         | 97.0     | 120.0 | 20    | 243.0   | 21      |
| Дайкі Іто Норіакі Касай Рерухі Сімідзу Таку Такеуті | великий трамплін, командна першість (чоловіки) | Н/Д          | Н/Д          | Н/Д          | 524.0        | 507.5        | 3 Q          | 527.5    | 517.4 | 4     | 1024.9  | 3       |
| Юкі Іто                                             | нормальний трамплін (жінки)                    | 97.5         | 117.4        | 10           | 101.0        | 124.4        | 2            | 241.8    | 7     |       |         |         |
| Сара Таканасі                                       | нормальний трамплін (жінки)                    | 100.0        | 124.1        | 3            | 98.5         | 118.9        | 9            | 243.0    | 4     |       |         |         |
| Юріна Ямада                                         | нормальний трамплін (жінки)                    | 78.0         | 73.3         | 30           | 64.5         | 42.4         | 30           | 115.7    | 30    |       |         |         |

## Фігурне катання
| Змагання                  | Спортсмени                     | Коротка програма | Коротка програма | Довільна програма  | Довільна програма  | Підсумок   | Підсумок   |
| Змагання                  | Спортсмени                     | Бали             | Місце            | Бали               | Місце              | Бали       | Місце      |
| ------------------------- | ------------------------------ | ---------------- | ---------------- | ------------------ | ------------------ | ---------- | ---------- |
| чоловіче одиночне катання | Юдзуру Ханю                    | 101.45           | 1                | 178.64             | 6                  | 280.09     | 1          |
| чоловіче одиночне катання | Тацукі Матіда                  | 83.48            | 11               | 169.94             | 4                  | 253.42     | 5          |
| чоловіче одиночне катання | Дайсуке Такахасі               | 86.40            | 4                | 164.27             | 6                  | 250.67     | 6          |
| жіноче одиночне катання   | Мао Асада                      | 55.51            | 16 Q             | 142.71             | 3                  | 198.22     | 6          |
| жіноче одиночне катання   | Канако Муракамі                | 55.60            | 15 Q             | 115.38             | 12                 | 170.98     | 12         |
| жіноче одиночне катання   | Акіко Судзукі                  | 60.97            | 8 Q              | 125.35             | 8                  | 186.32     | 8          |
| спортивні пари            | Нарумі Такахасі / Рюїчі Кіхара | 48.45            | 18               | не кваліфікувалися | не кваліфікувалися | 48.45      | 18         |
| танці на льоду            | Кеті Рід / Кріс Рід            | 52.29            | 21               | не пройшли         | не пройшли         | не пройшли | не пройшли |

Командні змагання
| Змагання         | Спортсмени                                                                                       | Коротка програма | Коротка програма | Коротка програма | Коротка програма | Коротка програма | Коротка програма | Коротка програма | Коротка програма | Результат | Результат | Довільна програма | Довільна програма | Довільна програма | Довільна програма | Довільна програма | Довільна програма | Довільна програма | Довільна програма | Результат | Результат |
| Змагання         | Спортсмени                                                                                       | Ч                | Бали             | Ж                | Бали             | П                | Бали             | Т                | Бали             | Сума      | Місце     | Ч                 | Бали              | Ж                 | Бали              | П                 | Бали              | Т                 | Бали              | Сума      | Місце     |
| ---------------- | ------------------------------------------------------------------------------------------------ | ---------------- | ---------------- | ---------------- | ---------------- | ---------------- | ---------------- | ---------------- | ---------------- | --------- | --------- | ----------------- | ----------------- | ----------------- | ----------------- | ----------------- | ----------------- | ----------------- | ----------------- | --------- | --------- |
| Командне катання | Юдзуру Ханю Тацукі Матіда Мао Асада Акіко Судзукі Нарумі Такахасі/Рюїчі Кіхара Кеті Рід/Кріс Рід | 97.98            | 10               | 64.07            | 8                | 46.56            | 3                | 52.00            | 3                | 24        | 4 Q       | 165.85            | 8                 | 112.33            | 7                 | 86.33             | 6                 | 76.34             | 6                 | 51        | 5         |

## Фристайл
Хафпайп
| Спортсмен       | Дисципліна | Кваліфікація | Кваліфікація | Кваліфікація | Кваліфікація | Фінал       | Фінал       | Фінал      | Фінал      |
| Спортсмен       | Дисципліна | 1-ша спроба  | 2-га спроба  | Найкраща     | Місце        | 1-ша спроба | 2-га спроба | Найкраща   | Місце      |
| --------------- | ---------- | ------------ | ------------ | ------------ | ------------ | ----------- | ----------- | ---------- | ---------- |
| Кентаро Цуда    | чоловіки   | 53.00        | 23.40        | 53.00        | 22           | не пройшов  | не пройшов  | не пройшов | не пройшов |
| Манамі Міцубосі | жінки      | 15.60        | 9.20         | 15.60        | 23           | не пройшла  | не пройшла  | не пройшла | не пройшла |
| Аяна Онозука    | жінки      | 83.80        | 59.80        | 83.80        | 4 Q          | 79.00       | 83.20       | 83.20      | 3          |

Могул
| Спортсмен     | Дисципліна | Кваліфікація  | Кваліфікація  | Кваліфікація  | Кваліфікація  | Кваліфікація  | Кваліфікація  | Кваліфікація  | Кваліфікація  | Фінал         | Фінал         | Фінал         | Фінал         | Фінал      | Фінал      | Фінал      | Фінал      | Фінал      | Фінал      | Фінал      | Фінал      |
| Спортсмен     | Дисципліна | 1-й спуск     | 1-й спуск     | 1-й спуск     | 1-й спуск     | 2-й спуск     | 2-й спуск     | 2-й спуск     | 2-й спуск     | 1-й спуск     | 1-й спуск     | 1-й спуск     | 1-й спуск     | 2-й спуск  | 2-й спуск  | 2-й спуск  | 2-й спуск  | 3-й спуск  | 3-й спуск  | 3-й спуск  | 3-й спуск  |
| Спортсмен     | Дисципліна | Час           | Бали          | Загалом       | Місце         | Час           | Бали          | Загалом       | Місце         | Час           | Бали          | Загалом       | Місце         | Час        | Бали       | Загалом    | Місце      | Час        | Бали       | Загалом    | Місце      |
| ------------- | ---------- | ------------- | ------------- | ------------- | ------------- | ------------- | ------------- | ------------- | ------------- | ------------- | ------------- | ------------- | ------------- | ---------- | ---------- | ---------- | ---------- | ---------- | ---------- | ---------- | ---------- |
| Сьо Ендо      | чоловіки   | 25.19         | 17.26         | 23.38         | 4 QF          | Bye           | Bye           | Bye           | Bye           | 25.53         | 15.77         | 21.73         | 15            | не пройшов | не пройшов | не пройшов | не пройшов | не пройшов | не пройшов | не пройшов | не пройшов |
| Нобуюкі Нісі  | чоловіки   | 24.98         | 14.45         | 20.67         | 13            | 25.96         | 14.65         | 20.41         | 8 Q           | 24.73         | 15.39         | 21.73         | 14            | не пройшов | не пройшов | не пройшов | не пройшов | не пройшов | не пройшов | не пройшов | не пройшов |
| Дзюнко Хосіно | жінки      | 30.95         | 14.06         | 19.72         | 15            | 32.37         | 4.52          | 9.62          | 15            | не пройшла    | не пройшла    | не пройшла    | не пройшла    | не пройшла | не пройшла | не пройшла | не пройшла | не пройшла | не пройшла | не пройшла | не пройшла |
| Мікі Іто      | жінки      | не стартувала | не стартувала | не стартувала | не стартувала | не стартувала | не стартувала | не стартувала | не стартувала | не пройшла    | не пройшла    | не пройшла    | не пройшла    | не пройшла | не пройшла | не пройшла | не пройшла | не пройшла | не пройшла | не пройшла | не пройшла |
| Аріса Мурата  | жінки      | 31.33         | 11.81         | 16.69         | 22            | 32.65         | 14.39         | 19.38         | 5 Q           | не стартувала | не стартувала | не стартувала | не стартувала | не пройшла | не пройшла | не пройшла | не пройшла | не пройшла | не пройшла | не пройшла | не пройшла |
| Айко Уемура   | жінки      | 30.74         | 15.26         | 21.01         | 7 Q           | Bye           | Bye           | Bye           | Bye           | 30.68         | 14.66         | 20.43         | 9 Q           | 31.19      | 15.58      | 21.15      | 6 Q        | 30.46      | 14.8       | 20.66      | 4          |

Слоупстайл
| Спортсмен  | Дисципліна | Кваліфікація | Кваліфікація | Кваліфікація | Кваліфікація | Фінал       | Фінал       | Фінал      | Фінал      |
| Спортсмен  | Дисципліна | 1-ша спроба  | 2-га спроба  | Найкраща     | Місце        | 1-ша спроба | 2-га спроба | Найкраща   | Місце      |
| ---------- | ---------- | ------------ | ------------ | ------------ | ------------ | ----------- | ----------- | ---------- | ---------- |
| Тіхо Такао | жінки      | 10.00        | 8.60         | 10.00        | 22           | не пройшла  | не пройшла  | не пройшла | не пройшла |

## Хокей
Підсумок
Легенда:
- OT – Додатковий час
- GWS – Пробиттям булітів

| Збірна               | Дисципліна     | Груповий етап    | Груповий етап    | Груповий етап    | Груповий етап | Чвертьфінал      | Півфінал         | Фінал / БМ       | Фінал / БМ |
| Збірна               | Дисципліна     | Суперник Рахунок | Суперник Рахунок | Суперник Рахунок | Місце         | Суперник Рахунок | Суперник Рахунок | Суперник Рахунок | Місце      |
| -------------------- | -------------- | ---------------- | ---------------- | ---------------- | ------------- | ---------------- | ---------------- | ---------------- | ---------- |
| Жіноча збірна Японії | Жіночий турнір | Швеція L 0-1     | Росія L 1-2      | Німеччина L 0-4  | 4             | не пройшли       | не пройшли       | не пройшли       | не пройшли |

## Шорт-трек
| Спортсмен                                                 | Дисципліна              | Попередній заїзд | Попередній заїзд | Чвертьфінал | Чвертьфінал | Півфінал   | Півфінал   | Фінал      | Фінал      |
| Спортсмен                                                 | Дисципліна              | Час              | Місце            | Час         | Місце       | Час        | Місце      | Час        | Місце      |
| --------------------------------------------------------- | ----------------------- | ---------------- | ---------------- | ----------- | ----------- | ---------- | ---------- | ---------- | ---------- |
| Сатосі Сакасіта                                           | 500 м (чоловіки)        | 41.629           | 2 Q              | 59.249      | 3 ADV       | 41.661     | 5          | не пройшов | 9          |
| Сатосі Сакасіта                                           | 1500 м (чоловіки)       | 2:18.298         | 6                | Н/Д         | Н/Д         | не пройшов | не пройшов | не пройшов | 32         |
| Рьосуке Сакадзуме                                         | 1000 м (чоловіки)       | 1:26.468         | 3                | не пройшов  | не пройшов  | не пройшов | не пройшов | не пройшов | 22         |
| Рьосуке Сакадзуме                                         | 1500 м (чоловіки)       | 2:17.985         | 4                | Н/Д         | Н/Д         | не пройшов | не пройшов | не пройшов | 24         |
| Юдзо Такамідо                                             | 1000 м (чоловіки)       | 1:25.905         | 3                | не пройшов  | не пройшов  | не пройшов | не пройшов | не пройшов | 20         |
| Юдзо Такамідо                                             | 1500 м (чоловіки)       | PEN              | PEN              | Н/Д         | Н/Д         | не пройшов | не пройшов | не пройшов | не пройшов |
| Аюко Іто                                                  | 500 м (жінки)           | 44.174           | 3                | не пройшла  | не пройшла  | не пройшла | не пройшла | не пройшла | 19         |
| Аюко Іто                                                  | 1000 м (жінки)          | 1:33.188         | 3                | не пройшла  | не пройшла  | не пройшла | не пройшла | не пройшла | 22         |
| Аюко Іто                                                  | 1500 м (жінки)          | 2:30.354         | 3 Q              | Н/Д         | Н/Д         | 2:56.961   | 7          | не пройшла | 18         |
| Юі Сакаї                                                  | 500 м (жінки)           | 45.051           | 3                | не пройшла  | не пройшла  | не пройшла | не пройшла | не пройшла | 22         |
| Юі Сакаї                                                  | 1000 м (жінки)          | 1:29.824         | 2 Q              | 1:29.328    | 4           | не пройшла | не пройшла | не пройшла | 13         |
| Юі Сакаї                                                  | 1500 м (жінки)          | 2:27.198         | 5                | Н/Д         | Н/Д         | не пройшла | не пройшла | не пройшла | 27         |
| Біба Сакураї                                              | 500 м (жінки)           | 44.628           | 4                | не пройшла  | не пройшла  | не пройшла | не пройшла | не пройшла | 27         |
| Біба Сакураї                                              | 1500 м (жінки)          | 2:28.127         | 6                | Н/Д         | Н/Д         | не пройшла | не пройшла | не пройшла | 33         |
| Саюрі Сімідзу                                             | 1000 м (жінки)          | 1:31.879         | 4                | не пройшла  | не пройшла  | не пройшла | не пройшла | не пройшла | 25         |
| Аюко Іто Моемі Кікуті Юі Сакаї Біба Сакураї Саюрі Сімідзу | естафета 3000 м (жінки) | Н/Д              | Н/Д              | Н/Д         | Н/Д         | 4:11.913   | 3 FB       | 4:15.253   | 5          |

Легенда кваліфікації: ADV – Потрапив до наступного раунду, бо йому завадив суперник; FA – Кваліфікувався до медального раунду; FB – Кваліфікувався до втішного раунду; OR – Олімпійський рекорд